# Windpark Ellern
Der Windpark Ellern ist ein Windpark auf dem Gebiet der Ortsgemeinde Ellern und der Stadt Rheinböllen im Rhein-Hunsrück-Kreis in Rheinland-Pfalz. Zusammen mit dem im benachbarten Landkreis Bad Kreuznach gelegenen, direkt angrenzenden Windpark Seibersbach (3 Anlagen) und weiter südlich gelegenen Windpark Seibersbach/Dörrebach (5 Anlagen) bildet er den Windpark Soonwald mit insgesamt 16 Windkraftanlagen. Der eigentliche Windpark Ellern wurde in den Jahren 2012 und 2013 vom Projektierer juwi errichtet und verfügt über 8 Windkraftanlagen des Herstellers Enercon mit insgesamt 47,05 MW installierter Leistung. Fünf der Anlagen im Park vom Typ ENERCON E-126 gehörten zum Zeitpunkt ihrer Errichtung mit einer Nennleistung von 7,58 kW pro Anlage zu den leistungsstärksten der Welt, auch der Windpark selbst gehörte damals zu einem der leistungsstärksten im süddeutschen Binnenland.

## Lage
Der Windpark befindet sich auf dem Soonwald, einem Höhenzug des Hunsrücks, der an dieser Stelle mit dem Hochsteinchen eine Höhe von 648 m ü. NN erreicht. Die Anlagen befinden sich dabei entlang des Gebirgskamms in bewaldetem Gebiet zwischen der L 239 im Westen und dem Gipfel des Hochsteinchens im Osten. Je vier Anlagen stehen auf Ellerner, vier auf Rheinböllener Gemarkung. Drei Anlagen liegen unmittelbar benachbart südlich auf dem Gebiet der Gemeinde Seibersbach im Rhein-Hunsrück-Kreis, ebenfalls auf dem Soonwaldkamm. Die nächstgelegenen größeren Städte sind die Kreisstadt Simmern etwa 10 km nordwestlich, Bingen etwa 15 km und Mainz etwa 45 km östlich, Koblenz etwa 45 km nördlich und Bad Kreuznach etwa 20 km südöstlich.

## Geschichte
Die Errichtung von Windkraftanlagen auf dem Soonwaldkamm war bereits in den 2000er Jahren geplant. Die Gemeinden Ellern, Rheinböllen und Seibersbach wiesen den Soonwaldkamm als Windvorranggebiet aus. Ein Schallgutachten für die geplanten Anlagenstandorte in Seibersbach und Dörrebach wurde im Mai 2010 in Auftrag gegeben. Bereits damals plante man mit Anlagen des Typs ENERCON E-101, die letztlich auch errichtet wurden.
Der Windpark wurde von der Firma juwi aus Wörrstadt projektiert, der zahlreiche andere Parks im Umkreis sowie in vielen Ländern Europas entwickelt hat. Betreiber sind sowohl juwi als auch die österreichische Verbund AG, die zu 51 % der Republik Österreich gehört. Beide Unternehmen betreiben den Windpark gemeinsam, das Portfolio umfasste Stand 2012 insgesamt 21 Anlagen im Gebiet, darunter auch die Windparks Seibersbach-Hochsteinchen und Seibersbach/Dörrebach.
Der Bau der acht Windkraftanlagen im Windpark Ellern begann am 2. März 2012, obwohl zu diesem Zeitpunkt die Genehmigungen zur Errichtung noch nicht vorlagen. Die Kreisverwaltung Simmern hat zuvor einem Eilantrag zur Rodung der Waldflächen der Firma juwi stattgegeben und bekräftigte diese Entscheidung durch die Argumentation, dass das Genehmigungsverfahren der Windkraftanlagen zu Gunsten juwis entschieden würde sowie durch den Vorteil einer frühen Rodung, vor allem die im Soonwald lebende Wildkatze bei der Aufzucht ihrer Jungen nicht zu stören.

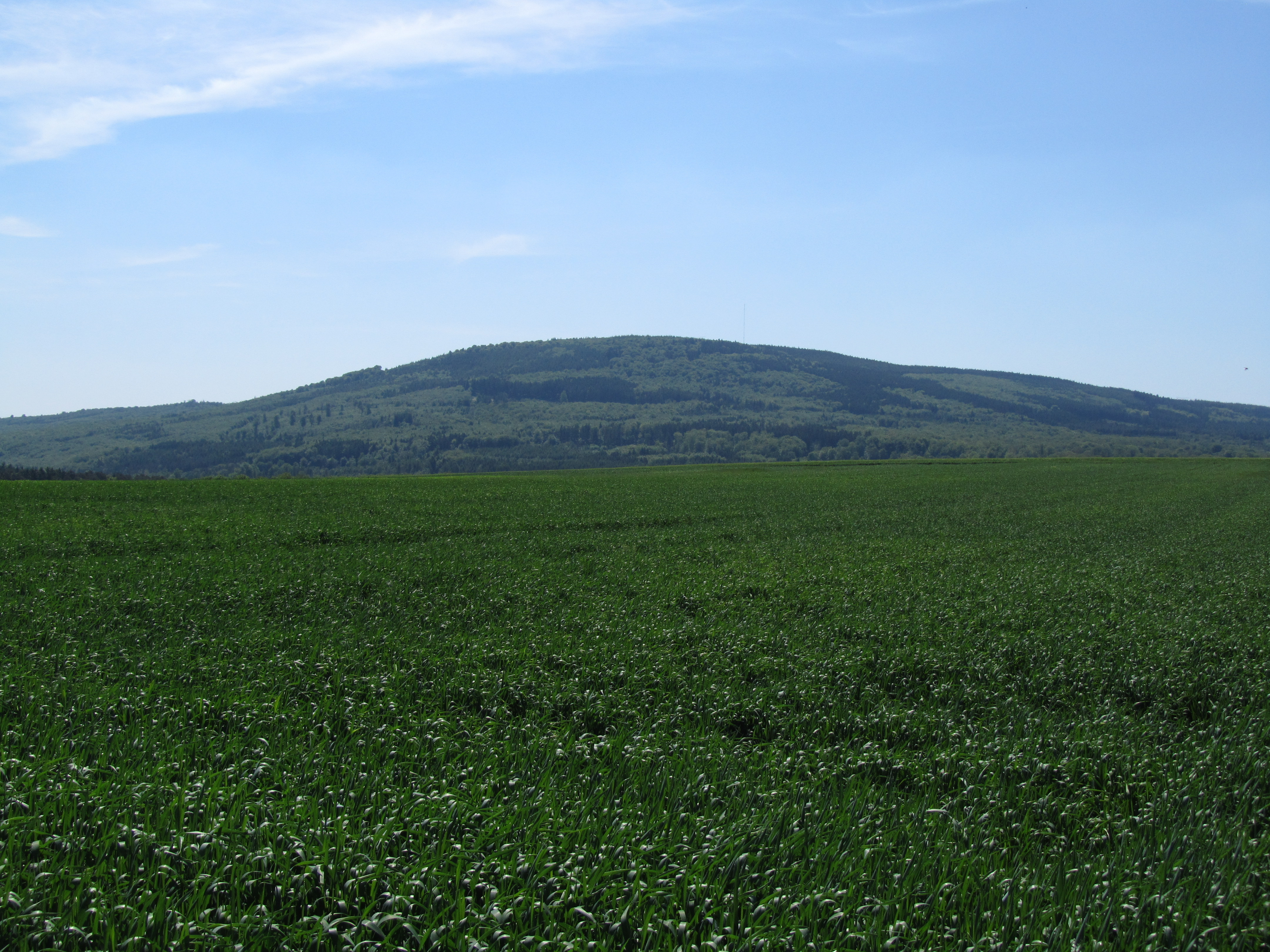
Soonwald mit Hochsteinchen im Mai 2012, kurz vor Baubeginn der Anlagen
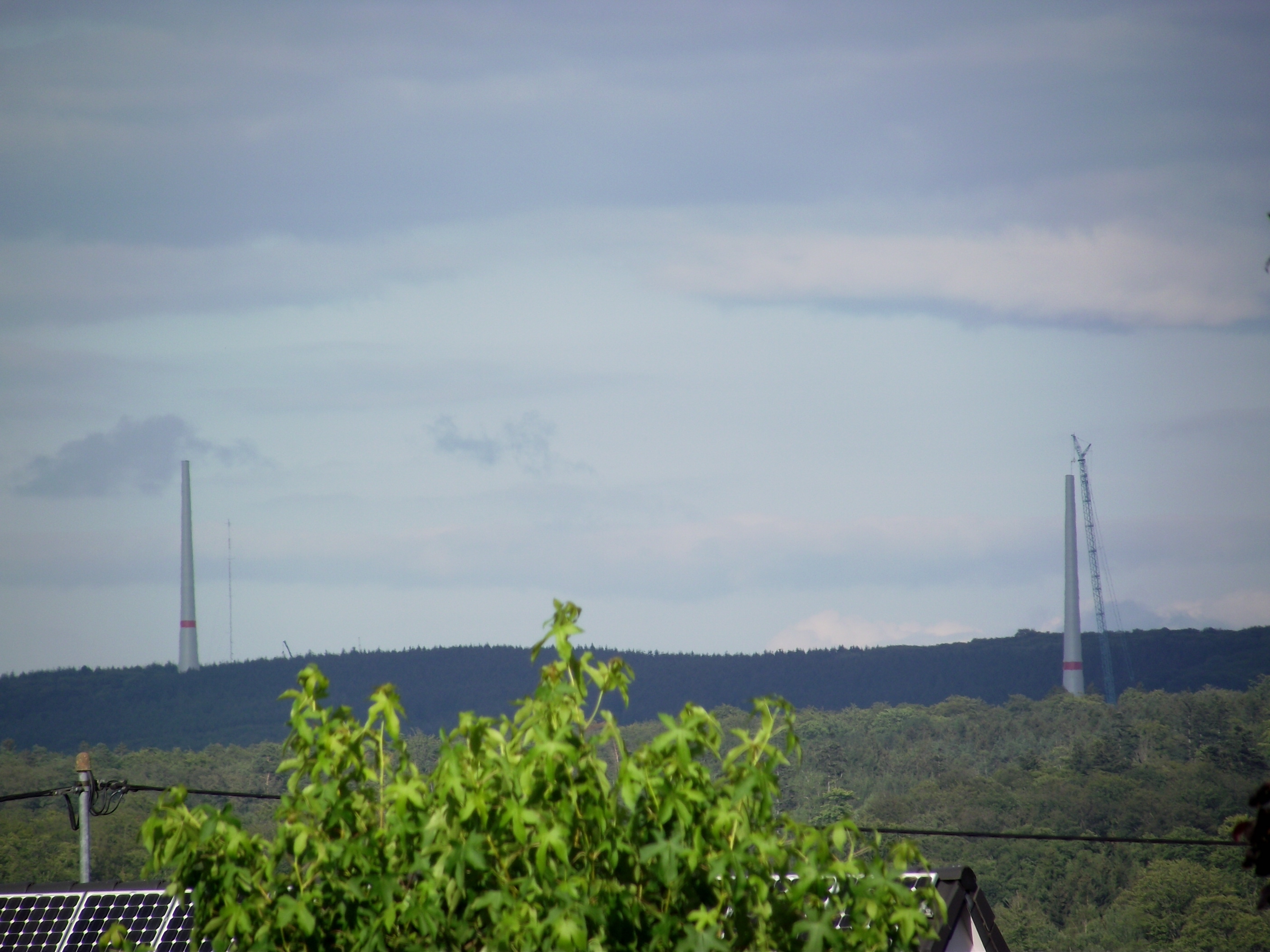
Zwei der Anlagen im Windpark Ellern während der Bauphase im August 2012. Bild aus Riesweiler aufgenommen

Baubeginn für die Anlagen selbst war Anfang Mai, geplant war zunächst eine Fertigstellung aller acht Anlagen bis zum Jahresende. Die Betonfertigteile der Türme wurden vom Enercon-Werk in Magdeburg mit dem Schiff nach Trier transportiert, von dort per LKW über die Bundesstraße 50, durch Argenthal über die L 242 bis zu den Baustellen im Wald befördert. Die zweigeteilten Rotorblätter, die Gondeln und die Generatoren wurden auf direktem Weg vom Anlagenbauer Enercon geliefert.
Am 28. August 2012 wurde an der ersten der fünf Windkraftanlagen des Typs Enercon E-126 die 150 Tonnen schwere Gondel erfolgreich auf den 135 Meter hohen Turm gesetzt. Mitte Oktober ging die erste Anlage ans Netz, Anfang Dezember waren die fünf ENERCON E-126 betriebsbereit.
Die drei Anlagen des Typs ENERCON E-101 wurden zusammen mit den drei baugleichen auf dem Hochsteinchen in Seibersbach und den fünf im Windpark Seibersbach/Dörrebach bis Mitte 2013 errichtet. Offizielle Eröffnung aller drei Parks, die gemeinsam von juwi und der Verbund AG betrieben werden, war am 17. September 2013 im Rahmen einer Feierstunde.

### Kritik an der Standortauswahl
Kritik an der Standortauswahl gibt es vor allem von der Bürgerinitiative Soonwald e.V, dem NABU, dem BUND und der Bürgerinitiative Gegenwind Soonwald e.V. Sie kritisieren vor allem ihrer Ansicht nach mangelnde Naturschutzmaßnahmen. Vor allem die 14 im Soonwald lebenden Fledermausarten sehen sie durch die hochfrequenten Turbulenzen der Windräder gefährdet. Auch die vom Aussterben bedrohte Wildkatze, welche ebenfalls im Soonwald lebt, sei gefährdet. Zudem kritisieren die Verbände den vorzeitigen Rodungsbeginn ohne eine Genehmigung der Anlagen.
Juwi bestreitet die Vorwürfe. Der Windpark vereine Energiewende und Naturschutz, so juwi auf der offiziellen Website des Windparks. Auch würde juwi die gerodeten Flächen der Fichtenmonokultur an anderer Stelle durch Mischwald ersetzen und somit neuen Lebensraum für die Fledermaus schaffen.

## Technischer Aufbau
Der Windpark verfügt über 8 Anlagen des Typs ENERCON E-126 und 3 des Typs ENERCON E-101. Erstgenanntes Modell verfügt über eine Nennleistung von 7,58 MW bei einer Nabenhöhe von 135 m, einem Rotordurchmesser von 127 m und einer Gesamthöhe von 198,5 m. Diese waren zum Zeitpunkt ihrer Errichtung im Jahr 2012 die leistungsstärksten Onshore-Windkraftanlagen der Welt. Letztgenanntes Modell besitzt an diesem Standort ebenfalls eine Nabenhöhe von 135 m bei einem Rotordurchmesser von 101 m und einer Gesamthöhe von 185,5 m. Die Nennleistung beträgt dabei 3,05 MW. Der geplante Jahresenergieertrag des Windparks liegt bei 120 Millionen Kilowattstunden elektrischer Energie, was rund 33.000 Haushalten entspricht.